# Río Segundo de Alajuela
Río Segundo es un distrito del cantón de Alajuela, en la provincia de Alajuela, de Costa Rica.

## Geografía
Río Segundo cuenta con un área de 5,46 km² y una altitud media de 930 m s. n. m.

## Demografía
Para el año 2022, Río Segundo cuenta con una población estimada de 12 812 habitantes, y para el último censo efectuado, en 2011, Río Segundo contaba con una población de 10 794 habitantes.

## Localidades
- Barrios: Ángeles, Bajo Cañas (parte), Bajo La Sorda, Cacique, California, Cañas (parte), Guayabo, Monserrat (parte), Puente Arena (parte), Villalobos, Víquez.

## Transporte

### Aeropuerto
El Aeropuerto Internacional Juan Santamaría se ubica parcialmente en este distrito, y el área restante en el distrito de Guácima.

### Carreteras
Al distrito lo atraviesan las siguientes rutas nacionales de carretera:
- Ruta nacional 1
- Ruta nacional 3
- Ruta nacional 111
- Ruta nacional 119
- Ruta nacional 153

### Ferrocarril
El Tren Interurbano administrado por el Instituto Costarricense de Ferrocarriles, atraviesa este distrito.